# Алемани, Матеу
 Мате́у Алема́ни Фонт  (исп. Mateu Alemany Font; род. 24 февраля 1963 года, Андрайч, Балеарские острова) — испанский юрист и бывший спортивный директор футбольного клуба «Барселона».

## Биография
Матеу Алемани Фонт родился 24 февраля 1963 года в городе Андрайч, муниципалитет в составе Балеарских островов.  Окончил университет Балеарских островов (исп.  Universidad de las Islas Baleares ). В 1985-м году получил докторскую степень.

## Карьера
В 1990 году президент ФК «Мальорки» Микель Контести предложил ему должность помощника руководства клуба. С тех пор путь Алемани был стремительным в течение следующих 10 лет. Он стал менеджером клуба  при Микеле Далмау и пережил важные институциональные изменения, такие как приход  Бартоломе Бельтрана на пост президента или покупка клуба  Grupo Zeta  его президентом, покойным Антонио Асенсио.
Флорентино Перес победил на выборах президента мадридского «Реала» в 2000 году, а затем предложил Матеу Алемани должность генерального менеджера клуба, от которой тот в итоге отказался. Чтобы избежать прощания с Алемани, тогдашний президент «Мальорки» Гиллем Рейнес отдал ему пост президента клуба. В качестве президента Матеу Алемани добился величайшего достижения команды на спортивном уровне - победы в Кубке Испании в 2003 году на стадионе  Мартинес Валеро   в Эльче против 
Рекреативо де Уэльва. Звездой команды стал камерунец Самуэль Это'О. В 2005 году, отказался от поста президента клуба после тяжелого года, в течение которого он мог спасти от вылета Мальорку, посредством возвращения аргентинца Эктора Купера.
В 2007 году он выдвинул неудачную кандидатуру на пост президента  RFEF (испанская федерация футбола).
С 27 марта 2017 года по 2019 год он был генеральным директором футбольного клуба «Валенсия». 7 ноября 2019 года он был уволен со своей должности, что вызвало острые споры среди членов клуба..
26 марта 2021 года он вступил в должность футбольного директора в «ФК Барселона» под председательством Жоана Лапорты.